# Krimináltaktika
A krimináltaktika a kriminalisztika egyik alapfogalma.

A krimináltaktika a nyomozási eljárások módszertana; az eljárásjog által jogilag szabályozott eljárások tartalmi szabályozása ajánlásokkal.
- Kihallgatások, helyszíni kihallgatások, adatgyűjtő kérdezősködések.
- Helyszíni szemle.
- Házkutatás.
- Motozás, lefoglalás.
- Razzia, körözési tevékenységek.
- Nyilvántartások kiépítése és kezelése.

## Összetevői
- a bűncselekmény bejelentése
- helyszínbiztosítás
- a helyszínen végzendő feladatok
- adatgyűjtés
- nyomozás
- kihallgatás

### A bűncselekmény bejelentése
A bűncselekmény bejelentése többféle módon történhet:
- a sértett feljelentésével
- a sértett bejelentésével
- a felfedező tanú bejelentésével
- az érintett jogi szerv bejelentésével
- a képviselő bejelentésével
- az állami szerv bejelentésével
- rendőri kezdeményezésre

### Helyszínbiztosítás
A rendőrség kiérkezéséig bárki elvégezheti. Célja, hogy eredeti állapotban megőrizzék a helyszínen lévő állapotokat, nyomokat, amíg a nyomok rögzítése meg nem történik.

#### Helyszín
A helyszín minden olyan hely, amelyen vagy ahol a bűncselekmény lezajlott. Fajtái:
- valóságos
- változtatott
- koholt
- többes
- mozgó
- élő
- nyílt
- zárt

### Helyszínen végzendő feladatok
- életmentés
- elsősegélynyújtás
- a tettenért elkövető elfogása
- forró nyomon történő üldözés
- tanú visszatartása
- illetéktelen személyek eltávolítása

### Adatgyűjtés
Az adatgyűjtés olyan kriminalisztikai információszerző tevékenység, amely a vizsgált bűncselekménnyel összefüggő események, körülmények, személyek tevékenységének megállapítására irányul.